# Малівка
Малівка (пол. Małówka) — село в Польщі, у гміні Небилець Стрижівського повіту Підкарпатського воєводства.
Населення — 285 осіб (2011).

## Етнографія
Лінгвісти зараховували жителів даної місцевості до  замішанців — проміжної групи між лемками і надсянцями.

## Історія
Українці-грекокатолики села поступово зазнавали процесів латинізації та подальшої полонізації. Вони належали до парафії Близенька Дуклянського, а з 1843 року — Короснянського деканату. Метричні книги велися з 1776 року.
Після Другої світової війни село опинилось на теренах ПНР.
У 1975-1998 роках село належало до Ряшівського воєводства.

## Демографія
Демографічна структура станом на 31 березня 2011 року:
|          | Загалом | Допрацездатний вік | Працездатний вік | Постпрацездатний вік |
| -------- | ------- | ------------------ | ---------------- | -------------------- |
| Чоловіки | 140     | 31                 | 94               | 15                   |
| Жінки    | 145     | 30                 | 83               | 32                   |
| Разом    | 285     | 61                 | 177              | 47                   |